# Ingo Lehmann
Ingo Lehmann (Finsterwalde, 1964) is een Duitse entomoloog werkzaam als onderzoeker aan het Zoölogisch Instituut van de Universiteit van Hamburg in Duitsland.
In het begin van zijn loopbaan heeft hij in opdracht van de National Museums of Kenia van 1994 tot 2008 onderzoek verricht naar de vegetatie en naar de vlinders in vijf bossen in het district Kwale County gelegen aan de kust van Kenia.
Zijn onderzoek concentreert zich op de Metarbelidae, een familie van vlinders. Behalve het verrichten van veldonderzoek bestudeert hij ook de museumexplaren van deze familie van vlinders, resulterend in 10 nieuwe geslachten en meer dan 80 nieuwe (voornamelijk Afrikaanse) soorten Metarbelidae voor de wetenschap.

## Publicaties
- 2019
  - First revision of the family Metarbelidae Strand, 1909 (Lepidoptera, Cossoidea Leach, 1815) and a phylogeny based on adult morphology of 60 genera from the Afrotropical and Oriental Region gearchiveerd op 17 juli 2024
  - Description of two new genera and two new species of Metarbelidae (Lepidoptera, Cossoidea) from Nepal and Sumatra (Indonesia), Oriental Region
- 2016
  - Wide Ranging Insect Infestation of the Pioneer Mangrove Sonneratia alba by Two Insect Species along the Kenyan Coast (Co-auteurs: Elisha Mrabu Jenoh, Elisabeth M.R. Robert, Esther Kioko, Jared O. Bosire, Noah Ngisiang'e, Farid Dahdouh-Guebas en Nico Koedam)
- 2015
  - The Final Report on "Butterflies And Moths And Their Habitats In Three Kaya Forests Of The Kenya Coast, Kwale District" Presented to The Ministry Of Education, Science And Technology, Nairobi, Kenya, December 2003 (Co-auteur: Esther Kioko)
  - Final Report on "Notes Of Butterflies And Moths And Their Habitats In Two Kaya Forests (Kenya, Coast, Kwale District)" Presented to the Office of the President, Nairobi, Kenya, December 1998
- 2014
  - Description of two new genera and two new species of Metarbelidae (Lepidoptera, Cossoidea) from the Northeastern Congolian Lowland Forests Ecoregion (Central Africa)
- 2013
  - Description of two new genera and ten new species of Metarbelidae (Lepidoptera: Cossoidea) from western, north-central and eastern Africa with notes on habitats and biogeography
  - Description of a new genus and three new species of Metarbelidae (Lepidoptera: Cossoidea) from East and central Africa, with notes on biogeography
- 2012
  - Description of a new genus and species of Metarbelidae (Lepidoptera, Cossoidea) from the Albertine Rift region of Tanzania, East Africa
- 2011
  - The description of a new genus and twenty-three new species of Metarbelidae (Lepidoptera: Cossoidea) from the lowland tropical rain forests of the Guineo-Congolian Region with notes on habitats and biogeography
- 2010
  - A revision of the genus Arbelodes Karsch (Lepidoptera: Cossoidea: Metarbelidae) from southeast-central and southern Africa with the description of thirteen new species
- 2009
  - Ten New Species Of Metarbelidae (Lepidoptera: Cossoidea) From the Coastal Forests and the Eastern Arc Mountains Of Kenya and Tanzania, Including One Species From Two Upland Forests
- 2008
  - Six New Species of Metarbelidae (Lepidoptera: Cossoidea) from the Eastern Arc Mountains of Tanzania, Including One New Species from Marenji Forest in Southeast Coastal Kenya
- 2005
  - LEPIDOPTERA DIVERSITY, FLORISTIC COMPOSITION AND STRUCTURE OF THREE KAYA FORESTS ON THE SOUTH COAST OF KENYA

- Semantic Scholar: 48888943